# Berat (otok)
Berat (albanski: Ishulli Beratit) je otok na jugu Albanije u centru grada Berat na rijeci Osum. Površina otoka iznosi 3 hektara (0.03 km²).